# Armitt Library

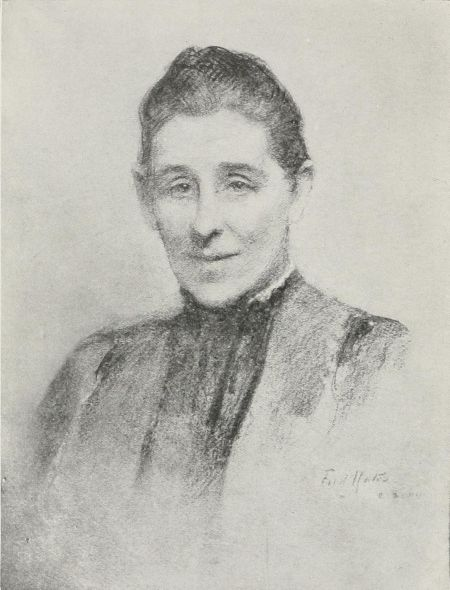
Porträt von Gründerin Mary Louisa Armitt (1912) von Frederic Yates

Armitt Library ist eine unabhängige Bibliothek und ein Museum, gegründet in Ambleside in der Grafschaft Cumbria.

## Geschichte
Die Armitt Library wurde im Jahr 1909 von Mary Louisa Armitt gegründet und offiziell 1912 eröffnet. Ursprünglich sollte sie die lokale wissenschaftliche Gemeinschaft unterstützen. Die Bestände der Ambleside Book Society (1828 gegründet) und der Ambleside Ruskin Library (aus den 1890ern) wurden in die Armitt Library eingegliedert.
1997 zogen die Bibliothek und die Sammlung in ein neues Gebäude, das als The Armitt bekannt ist. 2014 wurde mit der Bibliothek des Fell and Rock Climbing Club of the English Lake District ein weiterer Bestand integriert.
Die Bibliothek von über 10.000 Büchern deckt als Thema die lokale und historische Geschichte von der Gegend um Ambleside und dem weiteren Lake District ab. Sie ist eine wichtige Quelle über namhafte Persönlichkeiten aus dieser Gegend, z. B. William Wordsworth, Harriet Martineau, John Ruskin, Canon Hardwicke Rawnsley und Kurt Schwitters.
In der Sammlung befinden sich über 450 archäologische und zoologische Abbildungen in Wasserfarbe von Beatrix Potter.